# Johan III. van Montfoort
Johan III. van Montfoort (* um 1448 in Montfoort; † 28. März 1522 ebenda) aus dem Haus der Burggrafen von Montfoort war der 9. Burggraf von Montfoort, Vrijheer der Hohen Herrlichkeiten Polsbroek, Purmerend und Purmerland sowie von Abbenbroek und Linschoten. Johan III. van Montfoort ist als einer der Führer der Partei der Haken im Haken-und-Kabeljau-Krieg aufgetreten.

## Biografie
Johan III. wurde als Sohn des Burggrafen Hendrik IV. van Montfoort und der Margretha von Croÿ geboren. Nach des Vaters Tod kamen politische Spannungen zwischen Johan III. und dem Utrechter Bischof David von Burgund zum Ausbruch. Im Jahre 1481 trat er im Haken-und-Kabeljau-Krieg an die Spitze des Aufstandes der Haken gegen die Kabeljau-Partei des Bischofs. Johan III. belagerte Utrecht und hatte bereits mit Engelbert von Kleve einen Nachfolgekandidaten im Tallon. Dieser Staatsstreich missglückte und Johan III. selbst wurde in Montfoort von den Truppen des nachmaligen Kaisers Maximilian von Österreich belagert. Noch im selben Jahr wurden Johan III. die holländischen Lehen Purmerend-Purmerland und Polsbroek konfisziert, die Belagerung Utrechts abgebrochen und der im Jahre 1483 schlussendlich wurde der Streit beendigt. Johan III. tauchte für einige Zeit unter und befand sich mit Haken-Sympathisanten wie Reynier van Broeckhuysen in deren Basisgebiet zwischen Leiden und Montfoort. Im Jahre 1488 brach der Jonker Fransenoorlog unter Franz van Brederode aus, zum Ausbruch des Krieges belagerte Johan III. mit den Haken im Namen Brederodes die Stadt Woerden. Johan III. besetzte die Burg, welche er bis zum Kriegsende im Jahre 1492 behielt. Er war einer der wenigen Edelleute in der Partei der Haken, die diesen Krieg überleben konnten. Im Jahre 1522 ist er verstorben und in der Montfoorter Kirche begraben worden.
Johan III. verehelichte sich im Jahre 1475 mit Wilhelmina van Naaldwijk, mit der er folgende Kinder hatte:
- Zweder van Montfoort (1471/72–vor 1500), eine leitende Person im Jonker Fransenoorlog
- Machteld van Montfoort (1475–1550)
- Barbara van Montfoort (1480–1527)

Seine zweite Ehe ging er im Jahre 1509 mit Charlotte van Brederode ein, aus dieser Ehe entsprangen zwei Kinder:
- Hendrik V. van Montfoort (1510/15–1559), Burggraf von Montfoort
- Joost van Montfoort (1510/15–1539)